# Mario de Bernardi

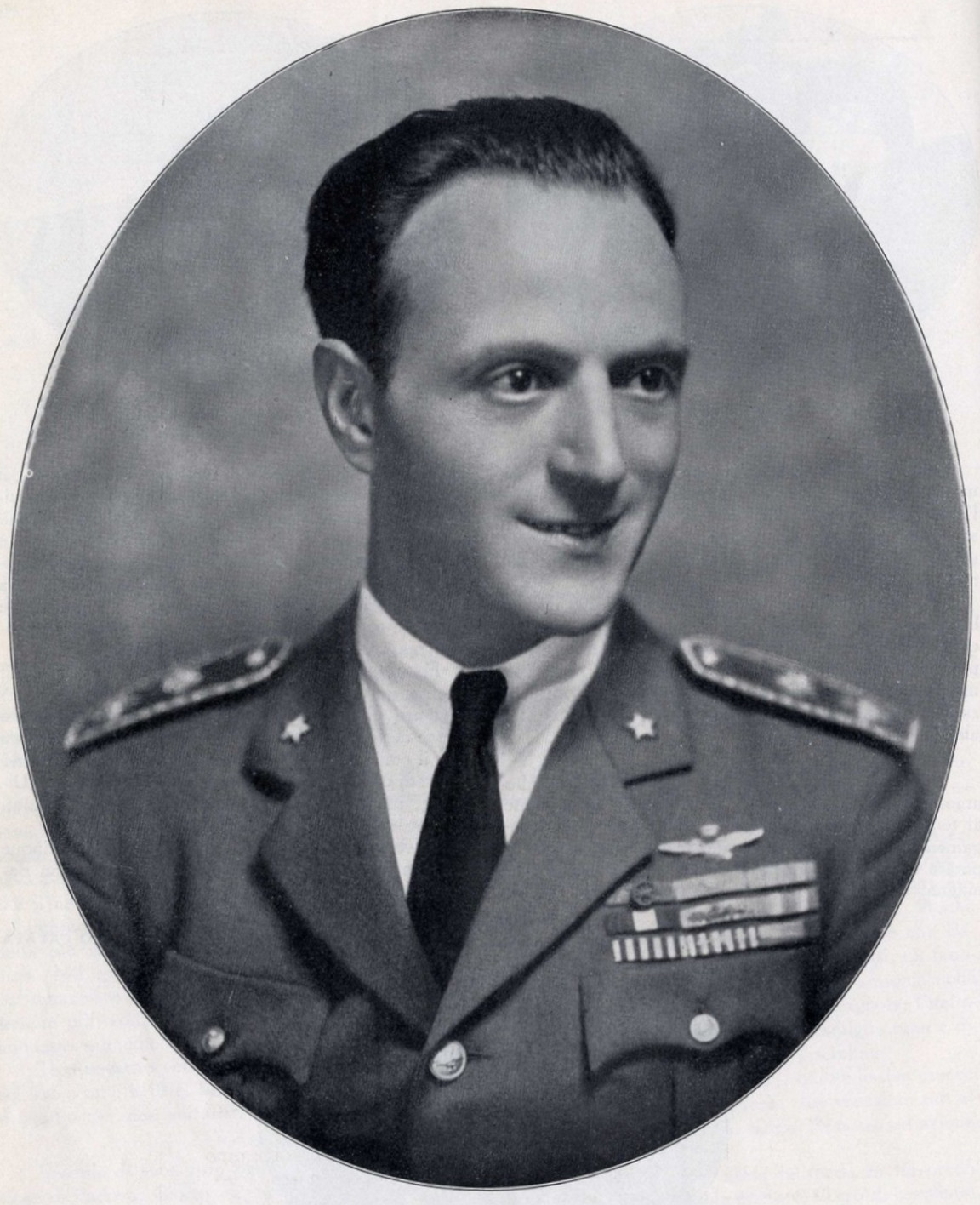
Mario de Bernardi (1928)

Mario de Bernardi (* 1. Juli 1893 in Venosa; † 8. April 1959 in Rom-Urbe) war ein italienischer Jagdflieger des Ersten Weltkriegs. Nach dem Krieg wurde er als Testpilot, Rekordpilot und Kunstflieger bekannt.

## Leben
De Bernardi nahm als Freiwilliger am italienisch-türkischen Krieg in Nordafrika teil, wo er die ersten Einsätze von Militärflugzeugen beobachtete und daraufhin beschloss, Pilot zu werden. Die fliegerische Ausbildung absolvierte er an der Flugschule in Aviano, wo er Anfang 1914 seine Pilotenlizenz erhielt. Nach der Offizierausbildung an der Accademia Militare di Modena wurde er ab 1916 als Jagdflieger eingesetzt, erst in der 75ª Squadriglia, 1918 dann in der 91ª Squadriglia Francesco Baraccas. De Bernardi verzeichnete vier bestätigte Abschüsse. Neben den Kampfeinsätzen betätigte er sich auch als Kunstflieger. Als solcher fiel er bald seinen Vorgesetzten auf, die ihn als Testpilot von Pomilio-Flugzeugen einsetzten. 1917 führte er auch Postflüge zwischen Turin und Rom durch und stellte dabei Geschwindigkeits- und Höhenrekorde auf.
Nach dem Krieg kommandierte de Bernardi eine Erprobungseinheit in Guidonia bei Rom mit Außenstellen in Furbara und Vigna di Valle. 1923 erwarb er eine Pilotenlizenz für Wasserflugzeuge. 1926 gewann er als Major auf einer Macchi M.39 in Hampton Roads die Schneider-Trophy. Auf dem 350 km langen Rundflug stellte er mit einer Durchschnittsgeschwindigkeit von fast 400 km/h einen neuen Geschwindigkeitsrekord auf. Bei dem im folgenden Jahr in Venedig ausgetragenen Rennen schied er mit seiner Macchi M.52 wegen Motorschaden zwar aus, stellte aber mit 479 km/h einen neuen Rekord auf. 1929 gelang es ihm mit einer M.52R, erstmals schneller als 500 km/h zu fliegen. Nachdem de Bernardi Ende 1929 noch einen internationalen Kunstflugwettbewerb in Mailand gewonnen hatte, schied er 1930 aus dem aktiven Militärdienst aus und wurde Testpilot und Berater bei der Firma Caproni. Als solcher nahm er weiterhin an internationalen Flugwettbewerben teil.
1940 war de Bernardi an der Entwicklung von ferngesteuerten Bombern des Typs Savoia-Marchetti SM.79 beteiligt, ein Projekt, das zu keinem erfolgreichen Abschluss gebracht werden konnte. Ab 1940 erprobte er auch die „strahlgetriebene“ Campini-Caproni C.C.2.
Im April 1959 nahm de Bernardi an einer Flugschau bei Rom teil. Während seiner Vorstellung bekam er einen Herzinfarkt, es gelang ihm aber noch, sein Flugzeug zu landen. Kurz nach seinem Tod wurde der Militärflugplatz Pratica di Mare bei Rom nach ihm benannt. Seine Tochter Fiorenza de Bernardi wurde erste Verkehrspilotin Italiens.